# مشعشعیان
مشعشعیان، یا آل مشعشع (حکومت ۸۴۵ تا ۹۱۴ق) حکومت شیعه ی اثنی عشری (دوازده امامی) که خاندانی حاکم بر خوزستان از سال ۸۴۵ تا ۹۱۴ ه.ق بوده اند ، این سلسله با اعتقاد به اصل اسلام توسط سید محمد بن فلاح (متوفای ۸۷۰ ه.ق) حیات خود را آغاز و حکومت مستقل شیعه، ابتدا به مرکزیت هویزه و سپس به مرکزیت شوشتر را ایجاد نمود و بر خوزستان حکومت کردند.

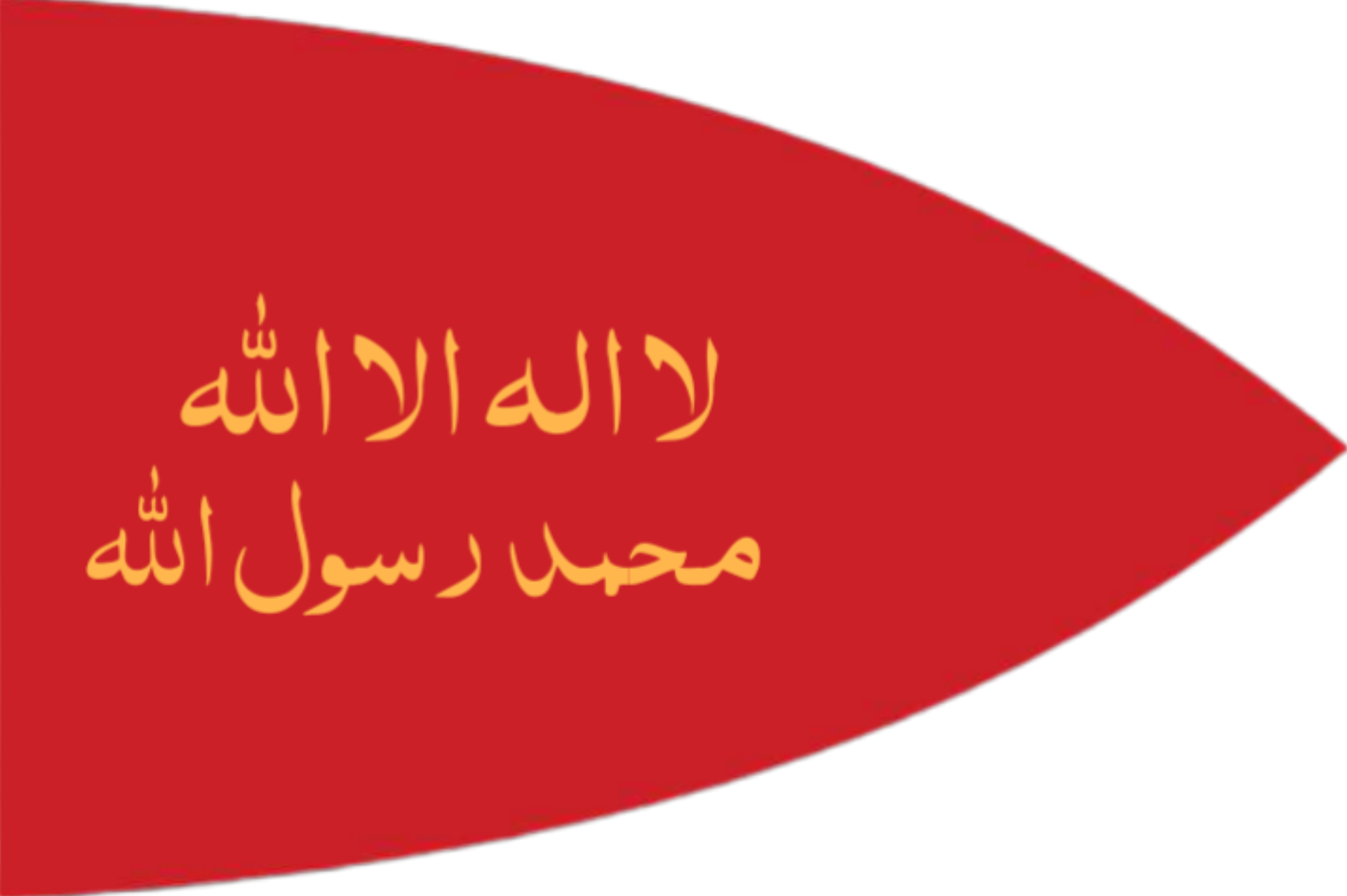
عکس پرچم مشعشعیان

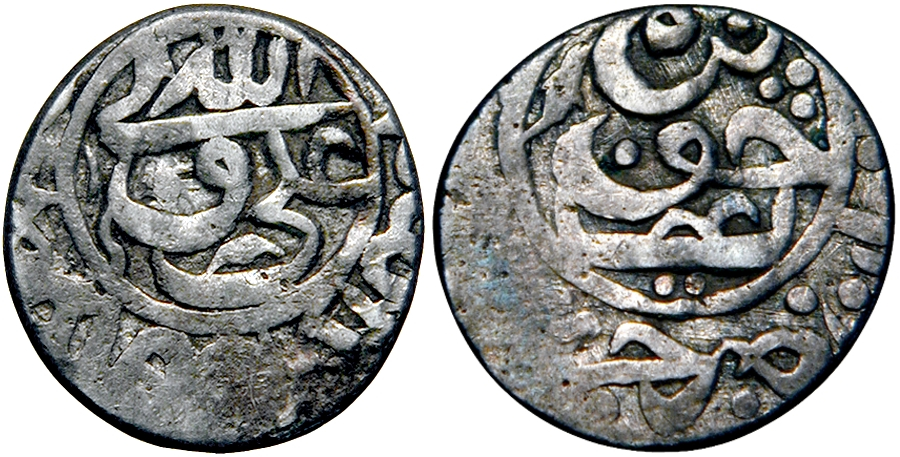
سکه های حکومت مشعشعیان

مشعشعیه با ظهور صفویان تا سال ۱۱۵۰ق حکومت خود مختار و سکه ضرب دارند. در این زمان دادگاه حلب شیخ جنید صفوی را به مشعشعی مذهبی بودن متهم نموده و او را محکوم به مرگ نمودند.پس از فوت سید محمد، فرزند دیگرش، محسن (۹۰۵–۸۷۰ق)  رهبری را بر عهده گرفت. این مقطع زمانی، دوره استقرار توأم با آرامش دولت مشعشعی است. در همین زمان قلمرو این حکومت به اوج گستردگی خود رسیده و از جزایر، بصره و حوالی بغداد تا کهگیلویه، بهبهان و شوشتر امتداد یافته و از سوی دیگر به سواحل خلیج فارس، بندرعباس تا کرمانشاه رسید.پس از فوت سید محمد، فرزند دیگرش، محسن (۹۰۵–۸۷۰ق) رهبری را بر عهده گرفت. این مقطع زمانی، دوره استقرار توأم با آرامش دولت مشعشعی است. در همین زمان قلمرو این حکومت به اوج گستردگی خود رسیده و از جزایر، بصره و حوالی بغداد تا کهگیلویه، بهبهان و شوشتر امتداد یافته و از سوی دیگر به سواحل خلیج فارس، بندرعباس تا کرمانشاه رسید.

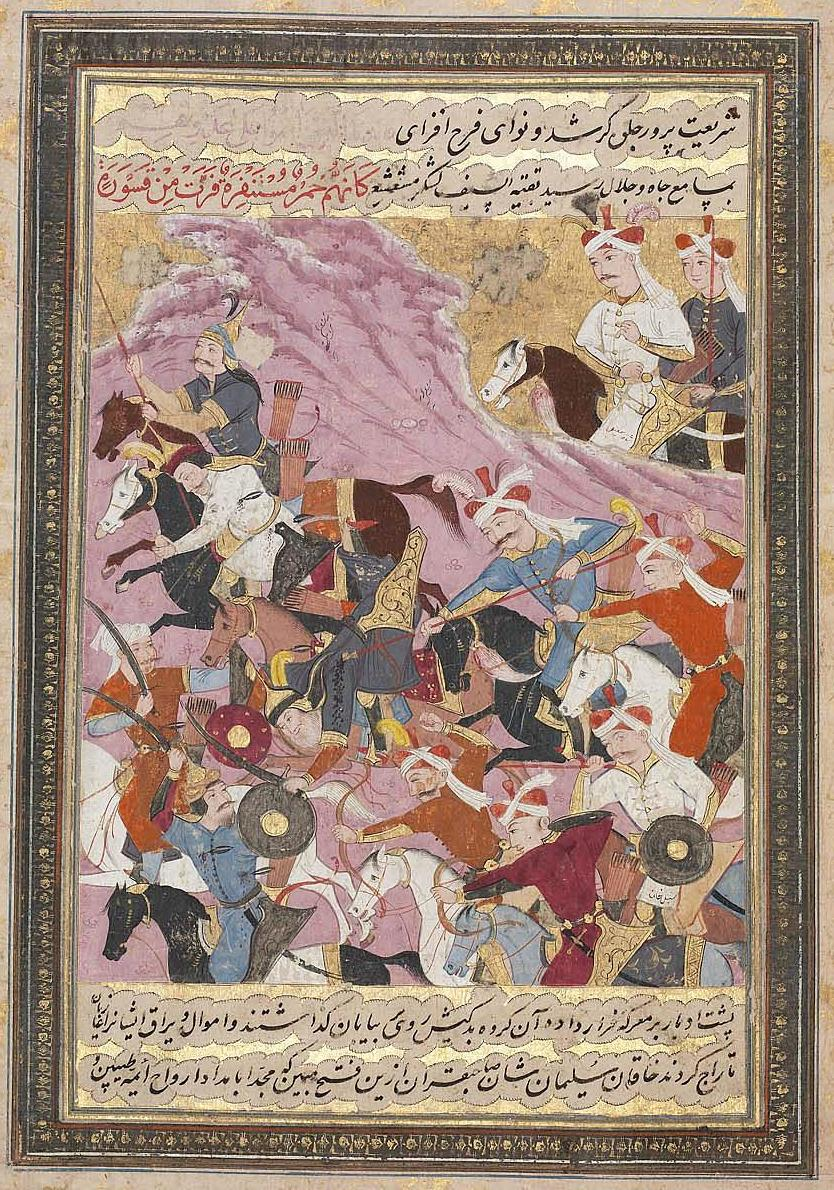
نبرد شاه اسماعیل و سلطان فیاض‌ مشعشعی اثر معین مصور

استقرار و ثبات مشعشعیان دراین دوره تاریخی را می‌توان نتیجه سیاست اسکان و دفاع سید محسن دانست. ساخت و تجدید بنای قلعه‌ها و حصار شهرها از شاخصه‌های این سیاست است تا جایی که سید محسن را نخستین کسی دانسته‌اند که در حویزه بناهایی را که پیش‌تر از نی بود با آجر و خشت ساخت، قلعه هویزه معروف به «المزینة» یا «محسنیه» نشانه نخستین تلاش‌های او در این زمینه است

## بنیان‌گذار
نسب سید محمد بن فلاح بن هیبت‌الله به هفتمین امام شیعیان می‌رسد. وی در شهر واسط به دنیا آمد و تحصیلات خود را در شهر حله و در مکتب احمد بن فهد حلی (۷۵۷–۸۴۱ ه.ق) گذراند. مطابق منابع، سید محمد در مدت کوتاهی به درجات علمی بالایی رسید تا جایی که اجازه تدریس را از استاد خود دریافت نمود. با فوت پدر سید محمد، ابن فهد حلی با مادر او و سید محمد نیز با دختر ابن فهد ازدواج کرد.
محمد بن فلاح اهل ریاضت و دارای منش صوفیانه بود تا آن جا که یک بار به مدت یک سال در مسجد جامع کوفه معتکف شد و در طول آن مدت غذای وی اندکی آرد جو بود و در این مدت بسیار می‌گریست.
وی در سال ۸۴۰ ه.ق (یکی دو سال پیش از فوت ابن فهد) از جانب حجت بن الحسن ادعای نیابت کرد و به این ترتیب از جانب استاد مرتد اعلام و محکوم به قتل شد. البته ابن فهد حلی نیز تاب برتری شاگرد را بر خود نداشت.
سید محمد در کتابش (کلام‌المهدی) که در سال ۸۶۵ق نگاشته، خود را سیدی نایب مناب حجت بن الحسن می‌داند و «و هذا السید المناب عن الغائب» تعبیری است که از خود در این کتاب به کار برده‌است. وی علاوه بر نایب مهدی، خود را «امام امت» هم می‌خواند. در واقع سید محمد مشعشع اولین بیان‌کننده بحث ولایت فقیه در زمان غیبت حجت بن الحسن بود.
کلام المهدی مجموعه ایست مشتمل بر مطالب دینی و اعتقادی و پاره ای از نامه‌ها و پاسخهایی که مؤلف به دیگران نوشته و دفع انتقاداتی که بر وی شده‌است می‌نماید بر اثر ادعاء مهدویت. با اینکه ظاهر این کتاب مبتی بر اساس عقائد شیعی می‌باشد و پیروی و تثبیت اصول تشیع را می‌نماید، در عین حال دارای جمله هائیست که با اساس اسلام موافق نبوده و هیچ‌یک از مسلمانان بدان عقیده ندارند، و گفتارهای وی پر از تناقض به نظر می‌آید و مشتمل بر سخنان غریب می‌باشد. مثلاً در صفحه‌های اول کتاب می‌گوید: «و هذا السید الذی ظهر هو بمنزلة محمد الذی جاء بنوع الرسالة و بمنزلة علی الذی قتله ابن ملجم و بمنزلة کل نبی و کل ولی بالنوع الظاهر و ضعف البشریة لا بالقوة القاهرة لان الحقیقة لا تنقل الحجاب و یتصف البدن کجبرئیل مع تشکله بعدة آبدان مع بقاء الحقیقة علی حالها». این کتاب به سال‌های ۸۵۵–۸۶۵ نوشته شده، و نام وی چنانچه ذکر شد در ذریعه ۱۱۱/۱۸ و به پیروی از وی در فهرست میکروفیلمهای کتابخانه مرکزی دانشگاه تهران ۳۲/۲ آمده‌است ولی روی برگ اول نسخه حاضر به نام «رسم السلطان» معرفی شده‌است. , خط نسخ معرب، عناوین شنگرف، در حاشیه تصحیح شده و در چند برگ اول حاشیه‌نویسی دارد که در آن از گفته‌های مؤلف پاسخ می‌گوید، جلد تیماج قهوه ای.

## آغاز حرکت
منابع تاریخی آغاز فعالیت‌ها و ادعاهای سیدمحمد را، دست‌یابی وی بر کتاب استادش در «علوم غریبه» می‌دانند که با استفاده از آن و نمایش برخی رفتارهای عجیب، برخی عشایر عرب نواحی خوزستان را مرید خود کرد و تا جایی پیش رفت که خود را به عنوان فقیه جامع الشرائط زمان به «نائب مهدی» ملقب نمود.
به دنبال این جریانات کینه‌توزی شیخ فهد منجر به صدور فتوای کشتن محمد بن فلاح گردید و دو نامه به امیر منصور بن قباد ادریس عبادی نوشته و او را تشویق به کشتن سید نمود و ریختن خونش را مباح دانست. در پی وصول نامه، امیر منصور سید محمد را دستگیر کرد. محمد بن فلاح در دفاع از ادعای خویش و اثبات کینه جویی شیخ موفق به اقناع امیر منصور و آزادی خویش گردید.

## استقرار دولت
در ابتدا، قلمرو نفوذ محمد بن فلاح، اطراف واسط، بغداد و جزایر شرقی آن بود، اما به مرور مرکزیت دولت مشعشعی در شوشتر استقرار یافته و حوزه اصلی قدرت آنان منطقه‌ای حدّ فاصل شوشتر، دزفول تا هویزه و بصره گردید. مشعشعیان برای مدتی مناطق جنوبی عراق تا بغداد را نیز تحت تسلط خود داشتند که البته این مناطق با قدرت یافتن دولت عثمانی به مرور از سلطه آنان خارج شد.
عشایر شیعه منطقه جنوب ایران و عراق پشتوانه اصلی دولت مشعشعی به‌شمار می‌آمدند. قبایلی همچون بنی سلامه، بنی کعب، بین طُرف، بنی طیّ از نخستین گروه‌هایی بودند که به محمد بن فلاح پیوستند.

به مرور در پی جنگ‌ها و اقدامات نظامی دولت مشعشعی، مولی علی فرزند سید محمد قدرت یافت. وی حضور جدی خود را در سال ۸۴۰ق در مناطق متعلق به عشایر یاد شده آغاز کرد. مولی علی و یارانش با حمله به مناطق مختلف، توانستند تجهیزات جنگی فراهم کنند و در سال ۸۴۴ق آبادی‌های بین بصره و واسط به نام جزایر را به تصرف درآورند. آنان با تصرف هویزه در سال ۸۴۵ق به دولتی نیرومند تبدیل شدند.

## دوره مولی علی
با تسلط مشعشعیان بر هویزه، به ویژه از سال ۸۵۸ق تا ۸۶۱ق رهبری آنان به‌طور عملی در دست مولی علی فرزند سید محمد قرار گرفت. وی توانست شهرهای نجف، کربلا و حلّه را تصرف نماید.

مولی علی سال ۸۴۱ به دنیا آمد، با وجود پدرش نفوذ بسیاری یافت در سال ۸۶۱ق با دستور پیر بوداق به قتل رسید و سرش برای جهانشاه فرستاده شد.
پس از قتل مولی علی، دوباره پدرش سید محمد تا هنگام وفات (۸۷۰ق) رهبری مشعشیان را برعهده گرفت.

## اوج اقتدار
پس از فوت سید محمد، فرزند دیگرش، محسن (۹۰۵–۸۷۰ق) رهبری را بر عهده گرفت. این مقطع زمانی، دوره استقرار توأم با آرامش دولت مشعشعی است. در همین زمان قلمرو این حکومت به اوج گستردگی خود رسیده و از جزایر، بصره و حوالی بغداد تا کهگیلویه، بهبهان و شوشتر امتداد یافته و از سوی دیگر به سواحل خلیج فارس، بندرعباس تا کرمانشاه رسید.
استقرار و ثبات مشعشعیان دراین دوره تاریخی را می‌توان نتیجه سیاست اسکان و دفاع سید محسن دانست. ساخت و تجدید بنای قلعه‌ها و حصار شهرها از شاخصه‌های این سیاست است تا جایی که سید محسن را نخستین کسی دانسته‌اند که در حویزه بناهایی را که پیش‌تر از نی بود با آجر و خشت ساخت، قلعه هویزه معروف به «المزینة» یا «محسنیه» نشانه نخستین تلاش‌های او در این زمینه است.

### سید محسن و تفکر شیعه امامی
بنا به گزارش محققان، تفکرات و رفتارهای سید محسن مشعشعی بر اساس شیعه امامیه اثنی عشری، از ویژگی‌های دوران حکومت اوست. بازگشت سید نورالله مرعشی شوشتری به شوشتر پس از مهاجرتی طولانی به شیراز که بر اثر ظهور محمد بن فلاح واقع شده بود، فعالیت جدی وی در تبلیغ تشیع امامی در منطقه، همچنین مشاوره او به حکومت و حضور سه تن از اقوامش در دربار مشعشعیان، نشانه این نزدیکی است.

## زوال قدرت و نیابت صفویان

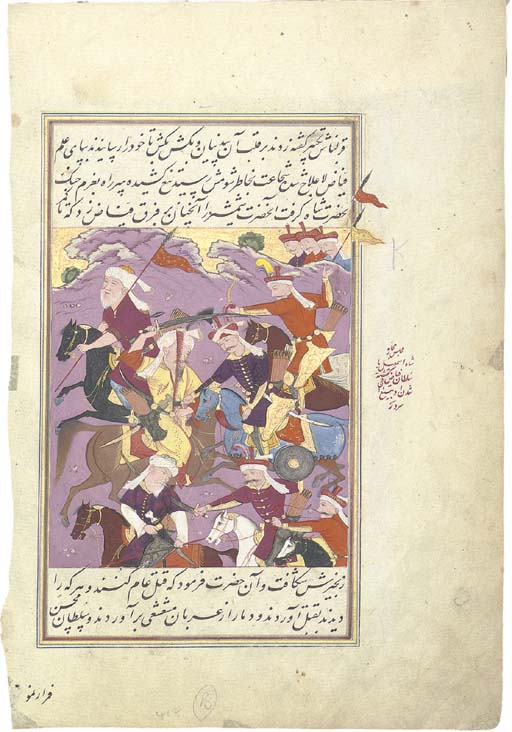
نبرد شاه اسماعیل و سلطان فیاض‌ مشعشعی اثر معین مصور

بعد از سلطان محسن، پسرانش سیدعلی و ایوب به حکومت رسیدند. البته به نظر برخی از مورخین از آن‌جا که حکومت مشترک بین دو نفر ممکن نیست، ایوب نقش وزیر یا پیشکار برادرش را داشته‌است. حکومت سید علی با حکومت شاه اسماعیل صفوی هم‌زمان بود که یکی از اقداماتش کشتن این دو برادر و از بین بردن استقلال مشعشعیان است.
برخی منابع علت این اقدام شاه اسماعیل را بدگویی برخی بدخواهان دانسته‌اند به این مضمون که علی و ایوب راه عموی خود «مولاعلی» را در پیش گرفتند و مثل او غالی هستند و در دین غلو می‌کنند.

برخی نیز آخرین حاکم دوره استقلال مشعشعیان را سلطان فیاض مشعشعی علی‌اللهی، دانسته‌اند که ادعای الوهیت داشت و در زمان فتح بغداد و با عزیمت شاه اسماعیل به هویزه، جنگ خونینی میان صفویان و آل مشعشع درگرفت. در این نبرد فیاض و پیروانش کشته شدند.
اسماعیل صفوی با کشتن آخرین حاکم مستقل مشعشعی ایالت هویزه را به یکی از امیران صفوی سپرد. با بازگشت شاه صفوی به پایتخت خود، سید فلاح بن محسن از شوشتر به هویزه حمله کرده، آن را تصرّف نمود و با ارسال هدایایی برای شاه اسماعیل، رضایت وی را جلب و در پی آن به عنوان حاکم دست نشانده، حکومت هویزه به وی واگذار شد.

از نکات قابل توجه در این دوره زمانی این است که بنابر گزارش‌های تاریخی، در زمان شاه اسماعیل یا در دوره پسر او شاه طهماسب بوده که بخش غربی خوزستان را که به دست مشعشعیان بود عربستان نامیدند تا از بخش شرقی که شامل شوشتر و رامهرمز که توسط امرای صفوی اداره می‌شد متمایز باشد.

## پس از صفویه تا پهلوی
پس از اقدام سید فلاح در جلب رضایت شاه اسماعیل صفوی، حکام مشعشعی از جانب حکومت صفوی تعیین می‌شدند. حمله افغان‌ها به حکومت صفویه پایان داد، از وضعیت مشعشعیان در دوره افغان‌ها تا ظهور نادر شاه افشار اطلاعات چندانی در دسترس نیست؛ ولی بنابر برخی منابع مطابق پیمان صلح افغان‌ها و حکومت عثمانی، هویزه و تعدادی دیگر از شهرهای نواحی غربی ایران به عثمانی‌ها واگذار گردید؛ از این رو به نظر می‌رسد که در همین دوره نیز حکام مشعشعی در این مناطق حکمرانی کرده باشند، اولین تسلط نادر بر خوزستان و ابقای سید علی خان مشعشعی بر حکومت هویزه نشانه‌ای بر این نظریه است.

### دوره افشاریان
نادر شاه افشار قبل از اعلام حکومت مستقل و تاج‌گذاری به عنوان شاه ایران، والیان مشعشعی را می‌پذیرفت ولی پس از آن و در حوالی سال ۱۱۵۰ق، هویزه را حاکم‌نشین سراسر خوزستان کرد و مأموری از جانب خود به بیگلربیگی آن‌جا گماشت و بدین ترتیب دست مشعشعیان از آن سرزمین کوتاه شد.

ازاین تاریخ تا سال ۱۱۶۰ق حکمرانی مشعشعه تحت نظر حاکم خوزستان در دورق محدود شد. در زمان حکومت عادل‌شاه (علیشاه) برادرزاده نادر مولی مطلب خان مشعشعی نوه سید فرج‌الله خان حاکم دورق، حکومت خود را از دورق به هویزه و شوشتر گسترش داد، وی تا سال ١١٧۶ق به مدت شانزده سال حکومت کرد.

### دوره زندیه و قاجار
در دوره زندیه و قاجار نیز مشعشعه تا مدت‌ها در هویزه و گاهی در دیگر نواحی خوزستان ولایت داشتند، که البته دیگر همراه با اقتدار و قدرت مطلق نبود علاوه بر آن ظهور دیگر قبایل عرب مانند بنی کعب و آل کثیر روز به روز از نفوذ مشعشعیان در خوزستان می‌کاست.

### دوران پهلوی
در دوره پهلوی، مشعشعه به دو تیره مولی نصرالله و مولی مطلب تقسیم شدند، والی گری به یکی از آن دو سپرده شد. این تقسیم موجب اختلاف درونی آنان گردید. پس از چندی حکومت، سران هر دو تیره را دستگیر کرد. پس از این دوره نیز برای مدتی شخصی از مشعشعه به نام مولی نصرالله خان ریاست عشایر هویزه را بر عهده داشت و البته مدتی نیز بخشدار آنجا نیز بود.

## امیران دولت مشعشعی
از آن جا که مشعشعه در دوران حیات خود دو دوره استقلال و والی‌گری دیگر حکومت‌ها را داشته‌اند؛ امیران این خاندان را می‌توان به دو گروه تقسیم کرد:
- دوران استقلال (۸۴۵–۹۱۴ق)

1. سید محمد بن سید فلاح ۸۴۵–۸۵۸ق.
2. مولی علی بن سید محمد (درحی) ۸۵۸–۸۶۱ق.
3. سید محمد بن سید فلاح ۸۶۱–۸۷۰ق.
4. سید محسن بن سید محمد ۸۷۰–۹۰۵ق.
5. سید علی بن سید محسن (فیاض) ۹۰۵–۹۱۴ق.
6. سید نظام الدین مشعشعی... ۱۳۷۰-۱۴۰۲

1. سید فلاح بن محسن ۹۱۴–۹۲۰ق.
2. سید بدران بن فلاح ۹۲۰–۹۴۸ق.
3. سید سجاد بن بدران ۹۴۸–۹۹۲ق.
4. سید زنبور بن سجاد ۹۹۲–۹۹۸ق.
5. سید مبارک بن مطلب بن حیدر ۹۹۸–۱۰۲۵ق.
6. سید ناصر بن مبارک ۱۰۲۵ق.
7. سید راشد بن سالم بن مطلب بن حیدر ۱۰۲۵–۱۰۲۹ق.
8. سید منصور بن مطلب بن حیدر ۱۰۳۰–۱۰۳۳ق.
9. سید محمد خان بن مبارک ۱۰۳۳–۱۰۴۴ق.
10. سید منصوربن مطلب بن بدران (مرتبه دوم) ۱۰۴۴–۱۰۵۳ق.
11. سید برکة بن منصور ۱۰۵۳–۱۰۶۰ق.
12. سید علی خان بن خلف بن مطلب بن بدران (دو مرتبه) ۱۰۶۰–۱۰۸۸ق.
13. سید حیدر بن علی خان ۱۰۸۸–۱۰۹۲ق.
14. سید عبدالله بن علی خان ۱۰۹۷ق.
15. سید فرج‌الله بن علی خان ۱۰۹۷–۱۱۱۱ق.
16. سید هیبت‌الله بن خلف بن مطلب بن بدران ۱۱۱۱–۱۱۱۲ق.
17. سید علی بن عبدالله بن علی خان ۱۱۱۲ق.
18. سید فرج‌الله بن علی خان (مرتبه دوم) ۱۱۱۲–۱۱۱۴ق.
19. سید عبدالله خان بن فرج‌الله ۱۱۱۴–۱۱۲۷ق.
20. سید علی بن عبدالله بن علی خان ۱۱۲۷–۱۱۲۸ق.
21. سید محمدخان بن عبدالله بن فرج‌الله ۱۱۳۲–۱۱۳۴ق.
22. سید عبدالله بن هیبت ۱۱۳۴ق.
23. مولی مطلب بن محمد خان بن فرج‌الله ۱۱۶۰–۱۱۷۶ق.[۲۹]

## آثار و عالمان
از مشعشعیان سکه‌هایی با نام امامان شیعه بر جای مانده‌است.

در قرن دهم تا دوازدهم شمار زیادی از عالمان هویزی و جزایری و شوشتری، دورقی در اصفهان یا عتبات به تحصیل در علوم دینی اشتغال داشته و از آنان آثار فراوانی برجای مانده‌است.
یکی از مشهورترین آنان سید نعمت‌الله جزائری (متوفی ۱۱۱۲ق) شاگرد علامه مجلسی (متوفی ۱۱۱۰ق) و از همکاران وی در تألیف بحار بود که آثار متعددی در علوم اسلامی نوشته‌است.

برخی دیگر از این عالمان عبارتند از:
- علی بن هلال جزایری از مشایخ ابن ابی جمهور احسایی.
- شهاب الدین ملا عبدالله بن محمود تستری (شوشتری) از علمای برجسته مشهد (متوفی ۹۹۷ق)
- اسدالله صدر تستری از شاگردان محقق کرکی (متوفی ۹۴۰ق).
- علی بن عطاء الله حسینی جزائری.
- قاضی نورالله شوشتری (۹۵۶–۱۰۱۹ق)
- عبدالله تستری اصفهانی (متوفی ۱۰۲۱ق).
- نعمت‌الله بن عبدالله بن محمد موسوی معروف به محدث جزایری (۱۰۵۰ ۱۱۱۲ق).
- علی خان مشعشعی حویزاوی بن مطلب بن علی خان کبیر بن خلف… بن محمد بن فلاح موسوی والی هویزه و از اهل علم و ادب.[۳۱]

هنوز نسلی از سادات مشعشعیان با اسامی خاندانی مختلف در نقاط مختلف خوزستان زندگی می‌کنند و به نام سادات موالی نیز شناخته می‌شوند.